# Модесто (Илиноис)
Модесто (енгл. Modesto) град је у америчкој савезној држави Илиноис.

## Демографија
По попису из 2010. године број становника је 189, што је 63 (-25,0%) становника мање него 2000. године.
| Група             | 2000.        | 2010.       |
| Белци             | 252 (100,0%) | 182 (96,3%) |
| Афроамериканци    | 0 (0,0%)     | 1 (0,5%)    |
| Азијати           | 0 (0,0%)     | 0 (0,0%)    |
| Хиспаноамериканци | 0 (0,0%)     | 2 (1,1%)    |
| Укупно            | 252          | 189         |